# Куп домаћих нација 1933.
Куп домаћих нација 1933. (службени назив: 1933 Home Nations Championship) је било 46. издање овог најелитнијег репрезентативног рагби такмичења Старог континента. а 29. издање Купа домаћих нација.
Шкотланђани су освојили Гренд слем.

## Такмичење
Енглеска - Велс 3-7
Велс - Шкотска 3-11
Енглеска - Ирска 17-6
Ирска - Велс 10-5
Шкотска - Енглеска 3-0
Ирска - Шкотска 6-8

## Табела
|   | Селекција                     | ИГ | Д | Н | И | ПД | ПП | ПР  | Б |  |
| - | ----------------------------- | -- | - | - | - | -- | -- | --- | - |  |
| 1 | Рагби репрезентација Шкотске  | 3  | 3 | 0 | 0 | 22 | 9  | +13 | 6 |  |
| 2 | Рагби репрезентација Енглеске | 3  | 1 | 0 | 2 | 20 | 16 | +4  | 2 |  |
| 2 | Рагби репрезентација Ирске    | 3  | 1 | 0 | 2 | 22 | 30 | -8  | 2 |  |
| 2 | Рагби репрезентација Велса    | 3  | 1 | 0 | 2 | 15 | 24 | -9  | 2 |  |

| Победник Купа домаћих нација 1933.         |
| ------------------------------------------ |
| Шкотска 11. титула првака Европе у рагбију |